# Amar Sylla
Amar Sylla (Dakar, 1º ottobre 2001) è un cestista senegalese di formazione spagnola.

## Palmarès

### Competizioni nazionali
- Campionato belga: 2

Ostenda: 2019-2020, 2020-2021
- Coppa del Belgio: 1

Ostenda: 2021

### Competizioni internazionali
- FIBA Europe Cup: 1

Bilbao: 2024-2025

### Competizioni giovanili
- Euroleague Basketball Next Generation Tournament: 1

Real Madrid: 2018-19